# Baltimore Bullets 1966-1967
La stagione 1966-67 dei Baltimore Bullets fu la 6ª nella NBA per la franchigia.
I Baltimore Bullets arrivarono quinti nella Eastern Division con un record di 20-61, non qualificandosi per i play-off.

## Roster
| N° | Naz.                   | Ruolo | Sportivo        | Anno | Alt. | Peso |
| -- | ---------------------- | ----- | --------------- | ---- | ---- | ---- |
| 10 | Stati Uniti (bandiera) | G     | Don Ohl         | 1936 | 191  | 86   |
| 11 | Stati Uniti (bandiera) | G     | Johnny Egan     | 1939 | 180  | 82   |
| 12 | Stati Uniti (bandiera) | AC    | Bob Ferry       | 1937 | 203  | 104  |
| 15 | Stati Uniti (bandiera) | GA    | Jack Marin      | 1944 | 201  | 91   |
| 20 | Stati Uniti (bandiera) | AC    | Wayne Hightower | 1940 | 203  | 87   |
| 22 | Stati Uniti (bandiera) | G     | Kevin Loughery  | 1940 | 191  | 86   |
| 24 | Stati Uniti (bandiera) | AC    | Johnny Green    | 1933 | 196  | 91   |
| 25 | Stati Uniti (bandiera) | G     | Gus Johnson     | 1938 | 198  | 104  |
| 31 | Stati Uniti (bandiera) | AC    | Mel Counts      | 1941 | 213  | 104  |
| 31 | Stati Uniti (bandiera) | AC    | Ray Scott       | 1938 | 206  | 98   |
| 33 | Stati Uniti (bandiera) | GA    | Ben Warley      | 1936 | 196  | 91   |
| 34 | Stati Uniti (bandiera) | G     | John Austin     | 1944 | 183  | 77   |
| 35 | Stati Uniti (bandiera) | G     | John Barnhill   | 1938 | 185  | 82   |
| 44 | Stati Uniti (bandiera) | AC    | LeRoy Ellis     | 1940 | 208  | 95   |

## Staff tecnico
- Allenatori: Mike Farmer (1-8) (fino al 4 novembre)[1], Buddy Jeannette (3-13) (dal 4 novembre al 5 dicembre)[2], Gene Shue (16-40)